# Todarodes pacificus
Toutenon japonais
Espèce
Statut de conservation UICN

 LC  : Préoccupation mineure
Todarodes pacificus, ou Toutenon japonais, est une espèce de calmar marin de la famille des Ommastrephidae.

## Description
Les femelles peuvent mesurer jusqu'à 50 cm de longueur et peser 500 grammes. Les mâles sont plus petits.
Ces petits céphalopodes sont capables de voler quelques secondes au-dessus de l'eau. Ils utilisent alors leurs nageoires et tentacules pour se diriger.
Chassée par les albatros et les cachalots, cette espèce de calmars vit un an au maximum mais sa population peut se reconstituer rapidement.

## Observation
Filmés par des chercheurs de l’université de Hokkaidō (Japon), ces calmars volants se propulsent hors de l’eau grâce à un puissant jet d’eau qu’ils produisent eux-mêmes, leur permettant d’échapper à leurs prédateurs. Leurs nageoires déployées comme des ailes leur permettent de parcourir une assez longue distance au vu de leur taille. Leur vitesse hors de l'eau a été estimée à 11 m par seconde, pour un vol d'environ 3 secondes. Selon ces chercheurs, « l’une de nos découvertes c’est que ce calmar ne fait pas que sauter hors de l’eau, il adopte une position aérodynamique très élaborée pour voler. »,.